# François-Joseph Meisser
François-Joseph Meisser, né à Bruxelles, le 20 novembre 1793, décédé dans cette ville, le 23 janvier 1867 était un médecin belge et un professeur de zoologie à la Faculté des sciences de l'Université libre de Bruxelles. Il s'investit également de manière importante au sein de l'Établissement géographique de Bruxelles.

## Éléments biographiques
François-Joseph Meisser étudie la médecine au sein de l'université libre de Bruxelles. Il est mentionné sur le registre d'inscription des auditeurs du cours professé par Lamarck au Muséum,. En 1834, il accepte une charge de cours de zoologie en Faculté des sciences de l'ULB. François-Joseph Meisser enseignera des disciplines telles que l'anatomie et la physiologie comparée, la géographie physique et ethnographique, la thérapeutique générale ou encore la Géographie des plantes. Il atteint l'Éméritat en 1857 et sera remplacé par Jules d'Udekem.
François-Joseph Meisser fut le secrétaire pérpétuel de la Société des sciences médicales et naturelles de Bruxelles. En 1838, il fut un des membres fondateurs de la Société Cuvierienne, membre de la société géographique de Paris, membre de l'académie des sciences de Madrid, et de nombreuses autres Sociétés savantes. Il sera particulièrement actif au sein de l'Établissement géographique de Bruxelles et sera l'instigateur de nombreux axes de travail développés en collaboration avec Philippe Vandermaelen.

## Publications
François-Joseph Meisser traduisit de nombreuses publications étrangères en français sur des thématiques variées telles que la manière de chauffer des serres par la vapeur; les geysers;l'ichtyologie de l'Amérique septentrionale.
- 1819, mémoire sur la cryptogamie aquatique.
- 1827, il prend part à la réalisation de l'Atlas universel de Philippe Vandermaelen
- 1831-1838, il contribue, toujours avec Philippe Vandermaelen, à la rédaction des dictionnaires spéciaux des provinces belges.
- 1837, mémoire sur les morts apparentes.
- 1838, considérations sur les races humaines.
- 1837-1838, Encyclopédie des sciences médicales.
- 1840, il cosigne avec Philippe Vandermaelen, un article intitulé: Épistémonomie, ou tables générales d’indications des connaissances humaines[5].